# بابلو داريو لوبيز
بابلو داريو لوبيز (بالإسبانية: Pablo Darío López)‏ (4 يونيو 1982 بلوماس دي ثامورا في الأرجنتين - ) هو لاعب كرة قدم أرجنتيني في مركز الوسط. لعب مع أوداكس إيتاليانو.

## وصلات خارجية
- بابلو داريو لوبيز على موقع قاعدة بيانات كرة القدم.إي يو (الإنجليزية)
- بابلو داريو لوبيز على موقع Soccerway.com (الإنجليزية)
- بابلو داريو لوبيز على موقع عالم كرة القدم.نت (الإنجليزية)